# Friedrich Gebauer

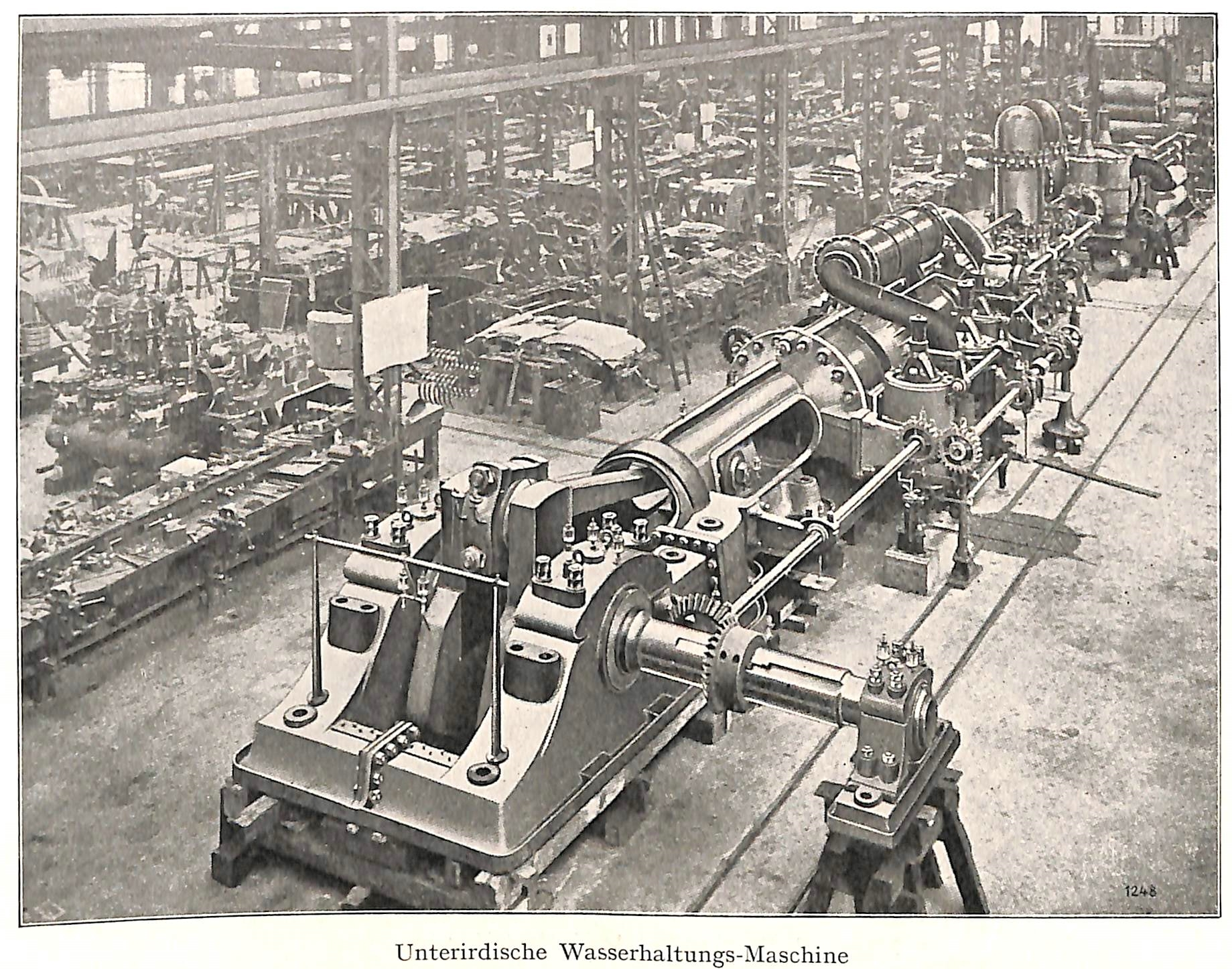
Anlagenbereich der Maschinenfabrik Friedrich Gebauer (um 1910)

Friedrich Gebauer (* 28. November 1830 in Gebhardshain; † 24. März 1903 in Charlottenburg) war ein deutscher Textil- und Maschinenfabrikant.
In der Mitte des 19. Jahrhunderts trat er in der Charlottenburger Bleicherei an der Straße Am Salzufer ein, deren Geschäftsführer er 1862 wurde und das Unternehmen in Bleicherei und Maschinenfabrik Fr. Gebauer umfirmierte. Durch die Entwicklung neuer Textilveredelungsverfahren expandierte das Unternehmen sehr schnell und Gebauer stellte darüber hinaus Maschinen für die Textilindustrie her.
Nachdem Gebauer 1872 das Unternehmen an die Berliner Zentralbank für Industrie und Handel veräußerte, erwarb er die Aktiengesellschaft 1882 zurück.
Im Jahr 1900 siedelte das Unternehmen an ein Spreeareal an der heutigen Franklinstraße in Berlin-Charlottenburg über, dessen denkmalgeschütztes Gebäudeensemble als Gebauer Höfe bekannt ist.
Friedrich Gebauer war der Vater von Julius Gebauer.

## Einzelnachweis
1. ↑  StA Charlottenburg II, Sterbeurkunde Nr. 449/1903

| Personendaten    | Personendaten                                        |
| ---------------- | ---------------------------------------------------- |
| NAME             | Gebauer, Friedrich                                   |
| ALTERNATIVNAMEN  | Gebauer, Carl Friedrich Wilhelm (vollständiger Name) |
| KURZBESCHREIBUNG | deutscher Textilunternehmer                          |
| GEBURTSDATUM     | 28. November 1830                                    |
| GEBURTSORT       | Gebhardshain                                         |
| STERBEDATUM      | 24. März 1903                                        |
| STERBEORT        | Charlottenburg                                       |